# Graafgang

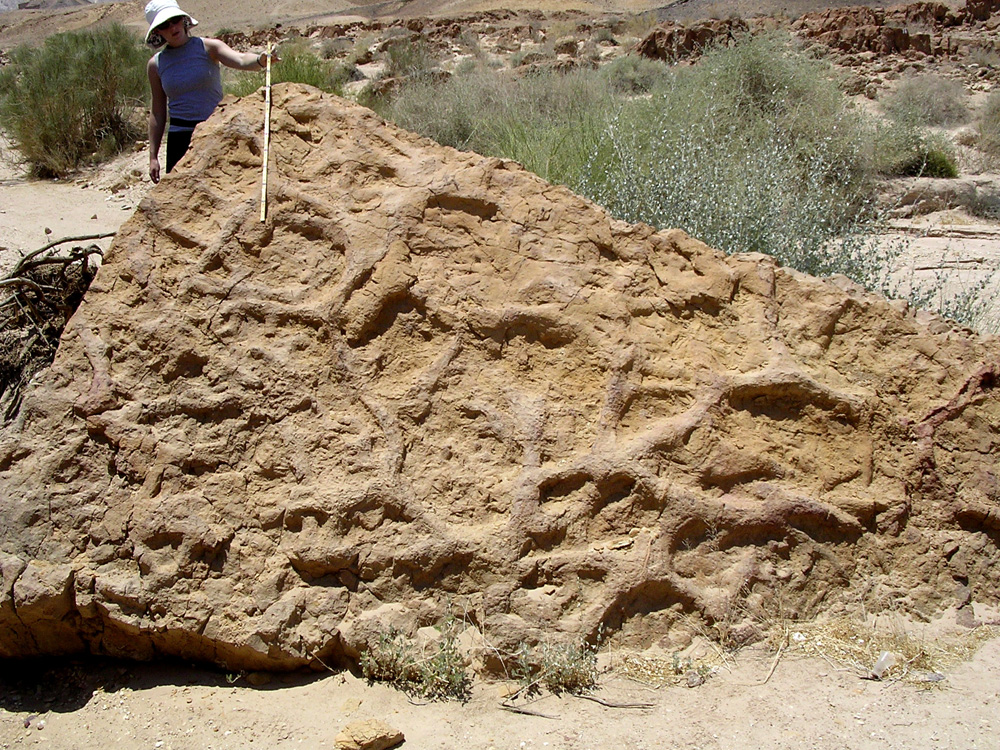
Opvullingen van fossiele graafgangen van kreeftachtigen uit het Jura

Een graafgang is een holte of een tunnel die een dier in de grond heeft gegraven als tijdelijk verblijf, als schuilplaats of als bijproduct van ondergrondse beweging.

## Sporenfossiel
Een fossiele graafgang is een sporenfossiel; een gefossiliseerd spoor van fauna, dat geen bot of ander anatomisch deel van een dier is. Graafgangen zijn ontstaan doordat dieren die net onder het oppervlak van de zeebodem leefden, gangen maakten en vaak uitwerpselen achterlieten die de gangen competenter heeft gemaakt dan het omringende gesteente. Hierdoor zijn graafgangen vaak zichtbaar in ontsluitingen.
De aanwezigheid van graafgangen in een sedimentair gesteente vormt een duidelijke aanwijzing voor het afzettingsmilieu ten tijde van depositie van het sediment. Graafgangen komen specifiek voor in ondiep mariene milieus. De vorm van een graafgang kan iets vertellen over het soort dier dat op die plek leefde. De meeste graafgangen zijn een product van wormen en kreeften, maar ook bepaalde spinnensoorten maken dergelijke ondergrondse structuren.